# 成赫
成赫（韓語：성혁，本名：洪性赫，1984年3月2日—），韓國男演員。

## 影視作品

### 電視劇
- 2004年：MBC《花王仙女》飾演 尹泰元
- 2005年：SBS《來去海邊》
- 2008年：MBC《不要動搖》飾演 朴東赫
- 2010年：SBS《Oh My Lady》
- 2010年：KBS《嫁給我吧》
- 2011年：MBN《What's up》飾演 音樂劇系的學生
- 2014年：TV朝鮮《百年新娘》飾演 張依賢
- 2014年：MBC《來了！張寶利》飾演 文智尚
- 2014年：KBS《我的愛屬於你》飾演 李志健
- 2017年：SBS《姐姐風采依舊》飾演 羅宰日（特別出演）
- 2017年：Drama X《Single Wife》飾演 李敏弘
- 2017年：KBS《爸爸好奇怪》飾演 文智尙
- 2017年：tvN《和遊記》飾演 冬將軍/夏仙女
- 2019年：OCN《圈套》飾演 獵人
- 2019年：OCN《救救我2》飾演 鄭秉律[2]
- 2020年：SBS《Good Casting》飾演 權敏錫
- 2020年：TV朝鮮《風雲雨》飾演 蔡仁圭
- 2020年：MBC《365：逆轉命運的1年》飾演 金大成
- 2022年：Disney+《Connect：連瞳》饰演 民塑
- 2023年：KBS《真的出現了！》飾演 延尚勳[3]
- 2024年：Disney+《紅天鵝》飾演 申朱赫（特別出演）

### 電影
- 2010年：《血色顫動》饰演 灿宇
- 2013年：《好朋友们》饰演 贤秀
- 2016年：《仁川登陸戰》饰演 宋商得
- 2019年：《青春催落去》飾演 姜大千[2]
- 2020年：《黄金之旅》饰演 大使馆职员（特别出演）
- 2021年：《明天的记忆》饰演 智勋[2]
- 2022年：《诞生》饰演 李尚迪
- 2024年：《市民德熙》饰演 大宇[4]

### MV
- 2009年：李鎮成《Sorry》
- 2010年：Kiroy Y《The Stars of The Night..》

## 外部連結
- 成赫的Instagram帳戶
- 成赫在NAVER上的资料